# 1445
Portal Geschichte | Portal Biografien | Aktuelle Ereignisse | Jahreskalender | Tagesartikel

◄ |
14. Jahrhundert |
15. Jahrhundert
| 16. Jahrhundert | ►

◄ |
1410er |
1420er |
1430er |
1440er
| 1450er | 1460er | 1470er | ►

◄◄ |
◄ |
1441 |
1442 |
1443 |
1444 |
1445
| 1446 | 1447 | 1448 | 1449 | ► | ►►
Staatsoberhäupter  · Nekrolog
| Januar | Januar | Januar | Januar | Januar | Januar | Januar | Januar |
| Kw     | Mo     | Di     | Mi     | Do     | Fr     | Sa     | So     |
| ------ | ------ | ------ | ------ | ------ | ------ | ------ | ------ |
| 53     |        |        |        |        | 1      | 2      | 3      |
| 1      | 4      | 5      | 6      | 7      | 8      | 9      | 10     |
| 2      | 11     | 12     | 13     | 14     | 15     | 16     | 17     |
| 3      | 18     | 19     | 20     | 21     | 22     | 23     | 24     |
| 4      | 25     | 26     | 27     | 28     | 29     | 30     | 31     |

| Februar | Februar | Februar | Februar | Februar | Februar | Februar | Februar |
| Kw      | Mo      | Di      | Mi      | Do      | Fr      | Sa      | So      |
| ------- | ------- | ------- | ------- | ------- | ------- | ------- | ------- |
| 5       | 1       | 2       | 3       | 4       | 5       | 6       | 7       |
| 6       | 8       | 9       | 10      | 11      | 12      | 13      | 14      |
| 7       | 15      | 16      | 17      | 18      | 19      | 20      | 21      |
| 8       | 22      | 23      | 24      | 25      | 26      | 27      | 28      |

| März | März | März | März | März | März | März | März |
| Kw   | Mo   | Di   | Mi   | Do   | Fr   | Sa   | So   |
| ---- | ---- | ---- | ---- | ---- | ---- | ---- | ---- |
| 9    | 1    | 2    | 3    | 4    | 5    | 6    | 7    |
| 10   | 8    | 9    | 10   | 11   | 12   | 13   | 14   |
| 11   | 15   | 16   | 17   | 18   | 19   | 20   | 21   |
| 12   | 22   | 23   | 24   | 25   | 26   | 27   | 28   |
| 13   | 29   | 30   | 31   |      |      |      |      |

| April | April | April | April | April | April | April | April |
| Kw    | Mo    | Di    | Mi    | Do    | Fr    | Sa    | So    |
| ----- | ----- | ----- | ----- | ----- | ----- | ----- | ----- |
| 13    |       |       |       | 1     | 2     | 3     | 4     |
| 14    | 5     | 6     | 7     | 8     | 9     | 10    | 11    |
| 15    | 12    | 13    | 14    | 15    | 16    | 17    | 18    |
| 16    | 19    | 20    | 21    | 22    | 23    | 24    | 25    |
| 17    | 26    | 27    | 28    | 29    | 30    |       |       |

| Mai | Mai | Mai | Mai | Mai | Mai | Mai | Mai |
| Kw  | Mo  | Di  | Mi  | Do  | Fr  | Sa  | So  |
| --- | --- | --- | --- | --- | --- | --- | --- |
| 17  |     |     |     |     |     | 1   | 2   |
| 18  | 3   | 4   | 5   | 6   | 7   | 8   | 9   |
| 19  | 10  | 11  | 12  | 13  | 14  | 15  | 16  |
| 20  | 17  | 18  | 19  | 20  | 21  | 22  | 23  |
| 21  | 24  | 25  | 26  | 27  | 28  | 29  | 30  |
| 22  | 31  |     |     |     |     |     |     |

| Juni | Juni | Juni | Juni | Juni | Juni | Juni | Juni |
| Kw   | Mo   | Di   | Mi   | Do   | Fr   | Sa   | So   |
| ---- | ---- | ---- | ---- | ---- | ---- | ---- | ---- |
| 22   |      | 1    | 2    | 3    | 4    | 5    | 6    |
| 23   | 7    | 8    | 9    | 10   | 11   | 12   | 13   |
| 24   | 14   | 15   | 16   | 17   | 18   | 19   | 20   |
| 25   | 21   | 22   | 23   | 24   | 25   | 26   | 27   |
| 26   | 28   | 29   | 30   |      |      |      |      |

| Juli | Juli | Juli | Juli | Juli | Juli | Juli | Juli |
| Kw   | Mo   | Di   | Mi   | Do   | Fr   | Sa   | So   |
| ---- | ---- | ---- | ---- | ---- | ---- | ---- | ---- |
| 26   |      |      |      | 1    | 2    | 3    | 4    |
| 27   | 5    | 6    | 7    | 8    | 9    | 10   | 11   |
| 28   | 12   | 13   | 14   | 15   | 16   | 17   | 18   |
| 29   | 19   | 20   | 21   | 22   | 23   | 24   | 25   |
| 30   | 26   | 27   | 28   | 29   | 30   | 31   |      |

| August | August | August | August | August | August | August | August |
| Kw     | Mo     | Di     | Mi     | Do     | Fr     | Sa     | So     |
| ------ | ------ | ------ | ------ | ------ | ------ | ------ | ------ |
| 30     |        |        |        |        |        |        | 1      |
| 31     | 2      | 3      | 4      | 5      | 6      | 7      | 8      |
| 32     | 9      | 10     | 11     | 12     | 13     | 14     | 15     |
| 33     | 16     | 17     | 18     | 19     | 20     | 21     | 22     |
| 34     | 23     | 24     | 25     | 26     | 27     | 28     | 29     |
| 35     | 30     | 31     |        |        |        |        |        |

| September | September | September | September | September | September | September | September |
| Kw        | Mo        | Di        | Mi        | Do        | Fr        | Sa        | So        |
| --------- | --------- | --------- | --------- | --------- | --------- | --------- | --------- |
| 35        |           |           | 1         | 2         | 3         | 4         | 5         |
| 36        | 6         | 7         | 8         | 9         | 10        | 11        | 12        |
| 37        | 13        | 14        | 15        | 16        | 17        | 18        | 19        |
| 38        | 20        | 21        | 22        | 23        | 24        | 25        | 26        |
| 39        | 27        | 28        | 29        | 30        |           |           |           |

| Oktober | Oktober | Oktober | Oktober | Oktober | Oktober | Oktober | Oktober |
| Kw      | Mo      | Di      | Mi      | Do      | Fr      | Sa      | So      |
| ------- | ------- | ------- | ------- | ------- | ------- | ------- | ------- |
| 39      |         |         |         |         | 1       | 2       | 3       |
| 40      | 4       | 5       | 6       | 7       | 8       | 9       | 10      |
| 41      | 11      | 12      | 13      | 14      | 15      | 16      | 17      |
| 42      | 18      | 19      | 20      | 21      | 22      | 23      | 24      |
| 43      | 25      | 26      | 27      | 28      | 29      | 30      | 31      |

| November | November | November | November | November | November | November | November |
| Kw       | Mo       | Di       | Mi       | Do       | Fr       | Sa       | So       |
| -------- | -------- | -------- | -------- | -------- | -------- | -------- | -------- |
| 44       | 1        | 2        | 3        | 4        | 5        | 6        | 7        |
| 45       | 8        | 9        | 10       | 11       | 12       | 13       | 14       |
| 46       | 15       | 16       | 17       | 18       | 19       | 20       | 21       |
| 47       | 22       | 23       | 24       | 25       | 26       | 27       | 28       |
| 48       | 29       | 30       |          |          |          |          |          |

| Dezember | Dezember | Dezember | Dezember | Dezember | Dezember | Dezember | Dezember |
| Kw       | Mo       | Di       | Mi       | Do       | Fr       | Sa       | So       |
| -------- | -------- | -------- | -------- | -------- | -------- | -------- | -------- |
| 48       |          |          | 1        | 2        | 3        | 4        | 5        |
| 49       | 6        | 7        | 8        | 9        | 10       | 11       | 12       |
| 50       | 13       | 14       | 15       | 16       | 17       | 18       | 19       |
| 51       | 20       | 21       | 22       | 23       | 24       | 25       | 26       |
| 52       | 27       | 28       | 29       | 30       | 31       |          |          |

| Januar | Januar | Januar | Januar | Januar | Januar | Januar | Januar |
| Kw     | Mo     | Di     | Mi     | Do     | Fr     | Sa     | So     |
| ------ | ------ | ------ | ------ | ------ | ------ | ------ | ------ |
| 53     |        |        |        |        | 1      | 2      | 3      |
| 1      | 4      | 5      | 6      | 7      | 8      | 9      | 10     |
| 2      | 11     | 12     | 13     | 14     | 15     | 16     | 17     |
| 3      | 18     | 19     | 20     | 21     | 22     | 23     | 24     |
| 4      | 25     | 26     | 27     | 28     | 29     | 30     | 31     |

| Februar | Februar | Februar | Februar | Februar | Februar | Februar | Februar |
| Kw      | Mo      | Di      | Mi      | Do      | Fr      | Sa      | So      |
| ------- | ------- | ------- | ------- | ------- | ------- | ------- | ------- |
| 5       | 1       | 2       | 3       | 4       | 5       | 6       | 7       |
| 6       | 8       | 9       | 10      | 11      | 12      | 13      | 14      |
| 7       | 15      | 16      | 17      | 18      | 19      | 20      | 21      |
| 8       | 22      | 23      | 24      | 25      | 26      | 27      | 28      |

| März | März | März | März | März | März | März | März |
| Kw   | Mo   | Di   | Mi   | Do   | Fr   | Sa   | So   |
| ---- | ---- | ---- | ---- | ---- | ---- | ---- | ---- |
| 9    | 1    | 2    | 3    | 4    | 5    | 6    | 7    |
| 10   | 8    | 9    | 10   | 11   | 12   | 13   | 14   |
| 11   | 15   | 16   | 17   | 18   | 19   | 20   | 21   |
| 12   | 22   | 23   | 24   | 25   | 26   | 27   | 28   |
| 13   | 29   | 30   | 31   |      |      |      |      |

| April | April | April | April | April | April | April | April |
| Kw    | Mo    | Di    | Mi    | Do    | Fr    | Sa    | So    |
| ----- | ----- | ----- | ----- | ----- | ----- | ----- | ----- |
| 13    |       |       |       | 1     | 2     | 3     | 4     |
| 14    | 5     | 6     | 7     | 8     | 9     | 10    | 11    |
| 15    | 12    | 13    | 14    | 15    | 16    | 17    | 18    |
| 16    | 19    | 20    | 21    | 22    | 23    | 24    | 25    |
| 17    | 26    | 27    | 28    | 29    | 30    |       |       |

| Mai | Mai | Mai | Mai | Mai | Mai | Mai | Mai |
| Kw  | Mo  | Di  | Mi  | Do  | Fr  | Sa  | So  |
| --- | --- | --- | --- | --- | --- | --- | --- |
| 17  |     |     |     |     |     | 1   | 2   |
| 18  | 3   | 4   | 5   | 6   | 7   | 8   | 9   |
| 19  | 10  | 11  | 12  | 13  | 14  | 15  | 16  |
| 20  | 17  | 18  | 19  | 20  | 21  | 22  | 23  |
| 21  | 24  | 25  | 26  | 27  | 28  | 29  | 30  |
| 22  | 31  |     |     |     |     |     |     |

| Juni | Juni | Juni | Juni | Juni | Juni | Juni | Juni |
| Kw   | Mo   | Di   | Mi   | Do   | Fr   | Sa   | So   |
| ---- | ---- | ---- | ---- | ---- | ---- | ---- | ---- |
| 22   |      | 1    | 2    | 3    | 4    | 5    | 6    |
| 23   | 7    | 8    | 9    | 10   | 11   | 12   | 13   |
| 24   | 14   | 15   | 16   | 17   | 18   | 19   | 20   |
| 25   | 21   | 22   | 23   | 24   | 25   | 26   | 27   |
| 26   | 28   | 29   | 30   |      |      |      |      |

| Juli | Juli | Juli | Juli | Juli | Juli | Juli | Juli |
| Kw   | Mo   | Di   | Mi   | Do   | Fr   | Sa   | So   |
| ---- | ---- | ---- | ---- | ---- | ---- | ---- | ---- |
| 26   |      |      |      | 1    | 2    | 3    | 4    |
| 27   | 5    | 6    | 7    | 8    | 9    | 10   | 11   |
| 28   | 12   | 13   | 14   | 15   | 16   | 17   | 18   |
| 29   | 19   | 20   | 21   | 22   | 23   | 24   | 25   |
| 30   | 26   | 27   | 28   | 29   | 30   | 31   |      |

| August | August | August | August | August | August | August | August |
| Kw     | Mo     | Di     | Mi     | Do     | Fr     | Sa     | So     |
| ------ | ------ | ------ | ------ | ------ | ------ | ------ | ------ |
| 30     |        |        |        |        |        |        | 1      |
| 31     | 2      | 3      | 4      | 5      | 6      | 7      | 8      |
| 32     | 9      | 10     | 11     | 12     | 13     | 14     | 15     |
| 33     | 16     | 17     | 18     | 19     | 20     | 21     | 22     |
| 34     | 23     | 24     | 25     | 26     | 27     | 28     | 29     |
| 35     | 30     | 31     |        |        |        |        |        |

| September | September | September | September | September | September | September | September |
| Kw        | Mo        | Di        | Mi        | Do        | Fr        | Sa        | So        |
| --------- | --------- | --------- | --------- | --------- | --------- | --------- | --------- |
| 35        |           |           | 1         | 2         | 3         | 4         | 5         |
| 36        | 6         | 7         | 8         | 9         | 10        | 11        | 12        |
| 37        | 13        | 14        | 15        | 16        | 17        | 18        | 19        |
| 38        | 20        | 21        | 22        | 23        | 24        | 25        | 26        |
| 39        | 27        | 28        | 29        | 30        |           |           |           |

| Oktober | Oktober | Oktober | Oktober | Oktober | Oktober | Oktober | Oktober |
| Kw      | Mo      | Di      | Mi      | Do      | Fr      | Sa      | So      |
| ------- | ------- | ------- | ------- | ------- | ------- | ------- | ------- |
| 39      |         |         |         |         | 1       | 2       | 3       |
| 40      | 4       | 5       | 6       | 7       | 8       | 9       | 10      |
| 41      | 11      | 12      | 13      | 14      | 15      | 16      | 17      |
| 42      | 18      | 19      | 20      | 21      | 22      | 23      | 24      |
| 43      | 25      | 26      | 27      | 28      | 29      | 30      | 31      |

| November | November | November | November | November | November | November | November |
| Kw       | Mo       | Di       | Mi       | Do       | Fr       | Sa       | So       |
| -------- | -------- | -------- | -------- | -------- | -------- | -------- | -------- |
| 44       | 1        | 2        | 3        | 4        | 5        | 6        | 7        |
| 45       | 8        | 9        | 10       | 11       | 12       | 13       | 14       |
| 46       | 15       | 16       | 17       | 18       | 19       | 20       | 21       |
| 47       | 22       | 23       | 24       | 25       | 26       | 27       | 28       |
| 48       | 29       | 30       |          |          |          |          |          |

| Dezember | Dezember | Dezember | Dezember | Dezember | Dezember | Dezember | Dezember |
| Kw       | Mo       | Di       | Mi       | Do       | Fr       | Sa       | So       |
| -------- | -------- | -------- | -------- | -------- | -------- | -------- | -------- |
| 48       |          |          | 1        | 2        | 3        | 4        | 5        |
| 49       | 6        | 7        | 8        | 9        | 10       | 11       | 12       |
| 50       | 13       | 14       | 15       | 16       | 17       | 18       | 19       |
| 51       | 20       | 21       | 22       | 23       | 24       | 25       | 26       |
| 52       | 27       | 28       | 29       | 30       | 31       |          |          |

## Ereignisse

### Politik und Weltgeschehen

#### Kalmarer Union
- 14. September: Dorothea von Brandenburg-Kulmbach, Prinzessin von Brandenburg, wird zwei Tage nach ihrer Hochzeit mit König Christoph III. in Kopenhagen zur Königin der Länder der Kalmarer Union, Dänemark, Norwegen und Schweden gekrönt. Sie wird damit gleichzeitig auch Herzogin von Schleswig und Holstein und Gräfin von Oldenburg.

#### Eidgenossenschaft

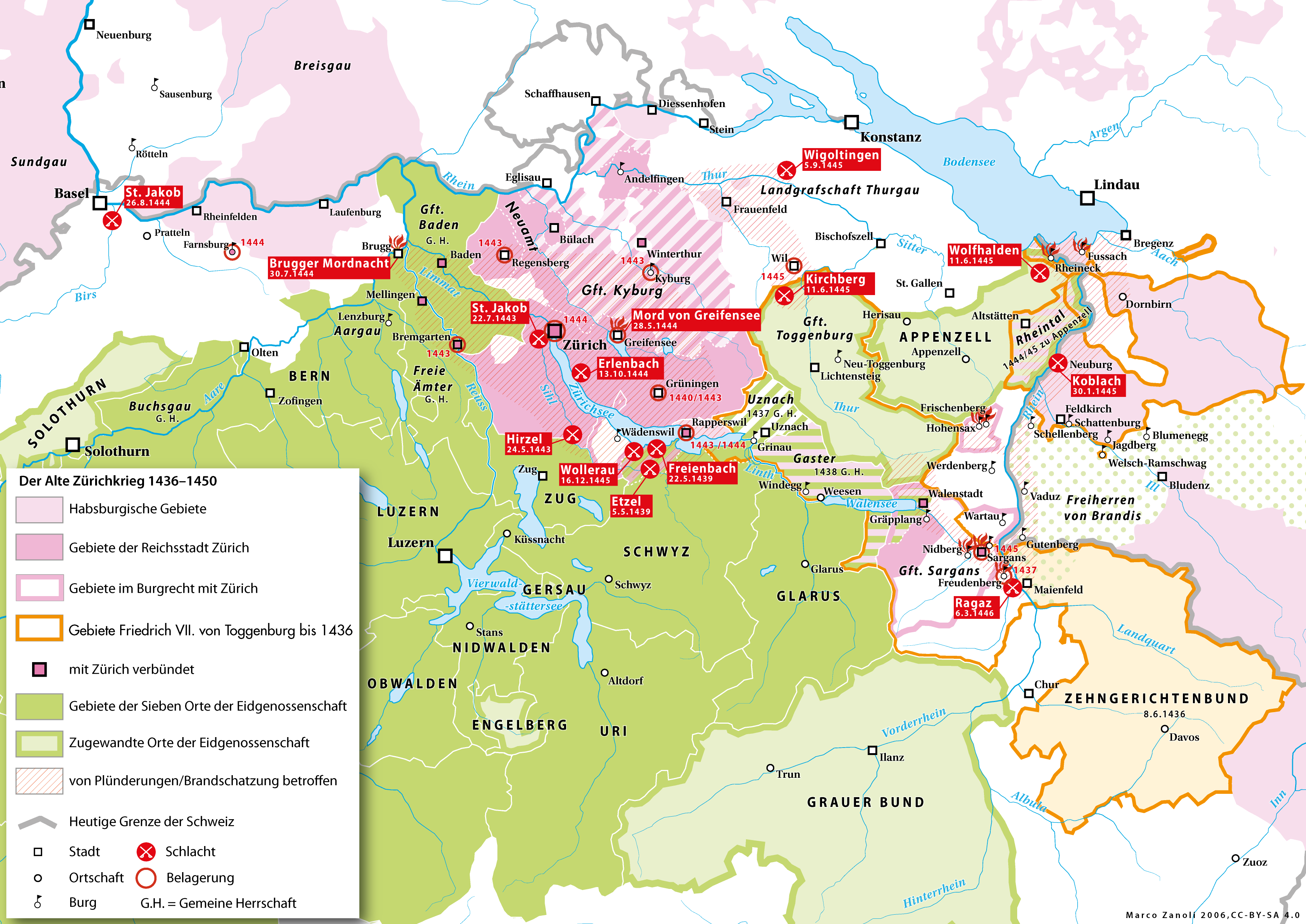
Karte Alter Zuerichkrieg

- 2. Mai: Die Gemeinden Aeschi, Obersimmental, Niedersimmental, Saanen, Unterseen und das Kloster Interlaken im Berner Oberland schließen auf 21 Jahre einen Bund gegen die von Bern geforderten Kriegsdienste mit teilweise verlustreichen Feldzügen gegen Zürich und auferlegte Kriegskosten. Der Bund wird von der Berner Herrschaft als „Böser Bund“ bezeichnet. Bern verzichtet zwar auf ein militärisches Vorgehen, ruft dafür aber das eidgenössische Schiedsgericht an, bestehend aus den Waldstätten Zug und Glarus, die den Bund im folgenden Jahr für aufgelöst erklären.
- 29. Oktober: Bei der Seeschlacht bei Männedorf während des Alten Zürichkriegs besiegt die Zürcher Kriegsflotte die Flotte von Schwyz. Die Schlacht ist die größte militärische Begegnung auf dem Zürichsee zwischen den beiden Orten und die größte Begegnung zu Wasser in diesem Krieg überhaupt. Die Zürcher erringen nun die Vorherrschaft auf dem See, doch gelingt es an diesem Tag zunächst nicht, die gegnerische Flotte gänzlich zu vernichten. Als direkte Folge der Seeschlacht bei Männedorf wird jedoch die dritte und letzte Belagerung von Rapperswil durch die Schwyzer im November aufgehoben.
- In der Nacht vom 15. auf den 16. Dezember erfolgt ein Zürcher Angriff unter Hans von Rechberg über den See und über Land auf beiden Seeufern, die zur Schlacht bei Wollerau führt. Diese Schlacht entscheidet sich zugunsten der Schwyzer. Ein weiteres Auslaufen der Zürcher Flotte am 24. Dezember führt zu einer vollständigen Vernichtung der bei Pfäffikon und Altendorf angebundenen Schwyzer Flotte.

#### Weitere Ereignisse im Heiligen Römischen Reich
- 16. Juli: Die sächsischen Stände legen mit der Altenburger Teilung den beiden zerstrittenen Brüdern Kurfürst Friedrich II. und Herzog Wilhelm III. einen Plan zur Teilung der wettinischen Gesamtlande vor, der von diesen am 26. September jedoch abgelehnt wird. Wilhelm erhielt im Wesentlichen die hoch verschuldete Landgrafschaft Thüringen und die fränkischen Besitzungen zugesprochen, die restlichen Ländereien fielen Friedrich zu.
- 11. Dezember: Auf Grund fortgesetzter Streitigkeiten über die Gebietsaufteilung kommen Erzbischof Friedrich von Magdeburg, Markgraf Friedrich II. von Brandenburg und Landgraf Ludwig I. von Hessen im Kloster Neuwerk bei Halle als Schiedsrichter zusammen und entscheiden mit dem Halleschen Machtspruch über die endgültige Vergabe. Friedrich II. erhält danach den Kurkreis und die östlichen Teile Sachsens, seinem Bruder Wilhelm fallen Thüringen und die fränkischen Besitztümer zu, Freiberg soll von beiden gemeinsam regiert werden. Trotz Anerkennung des Schiedsspruchs durch König Friedrich III. und die Aufforderung an die Brüder, den Machtspruch zu akzeptieren, eskaliert der Streit im folgenden Jahr bis zum Sächsischen Bruderkrieg.

#### Entdeckungsfahrten
- Unter Dinis Dias entdecken die Portugiesen das im heutigen Senegal gelegene Cabo Verde.
- Eine Expedition unter António Fernandes erreicht den Fluss Senegal und erkundet die Küste von Guinea.
- Portugal unter Álvaro Fernandes eröffnet einen Handelsposten in Arguim (heute Mauretanien) und steigt in den Handel mit afrikanischen Sklaven ein.

### Wirtschaft
- Kurfürst Friedrich II. von Sachsen nimmt die Münzstätte Sangerhausen fast 40 Jahre nach ihrer Schließung nochmals in Betrieb.

### Religion
- 7. August: In Rom wird auf dem Konzil von Basel/Ferrara/Florenz die Union der Maroniten mit der römischen Kirche geschlossen.
- Das Konzil von Basel/Ferrara/Florenz, das sich 1437 vom Konzil von Basel abgespalten hat, endet nach einer weiteren Übersiedlung ohne nachhaltige Ergebnisse in Rom.

## Geboren

### Geburtsdatum gesichert

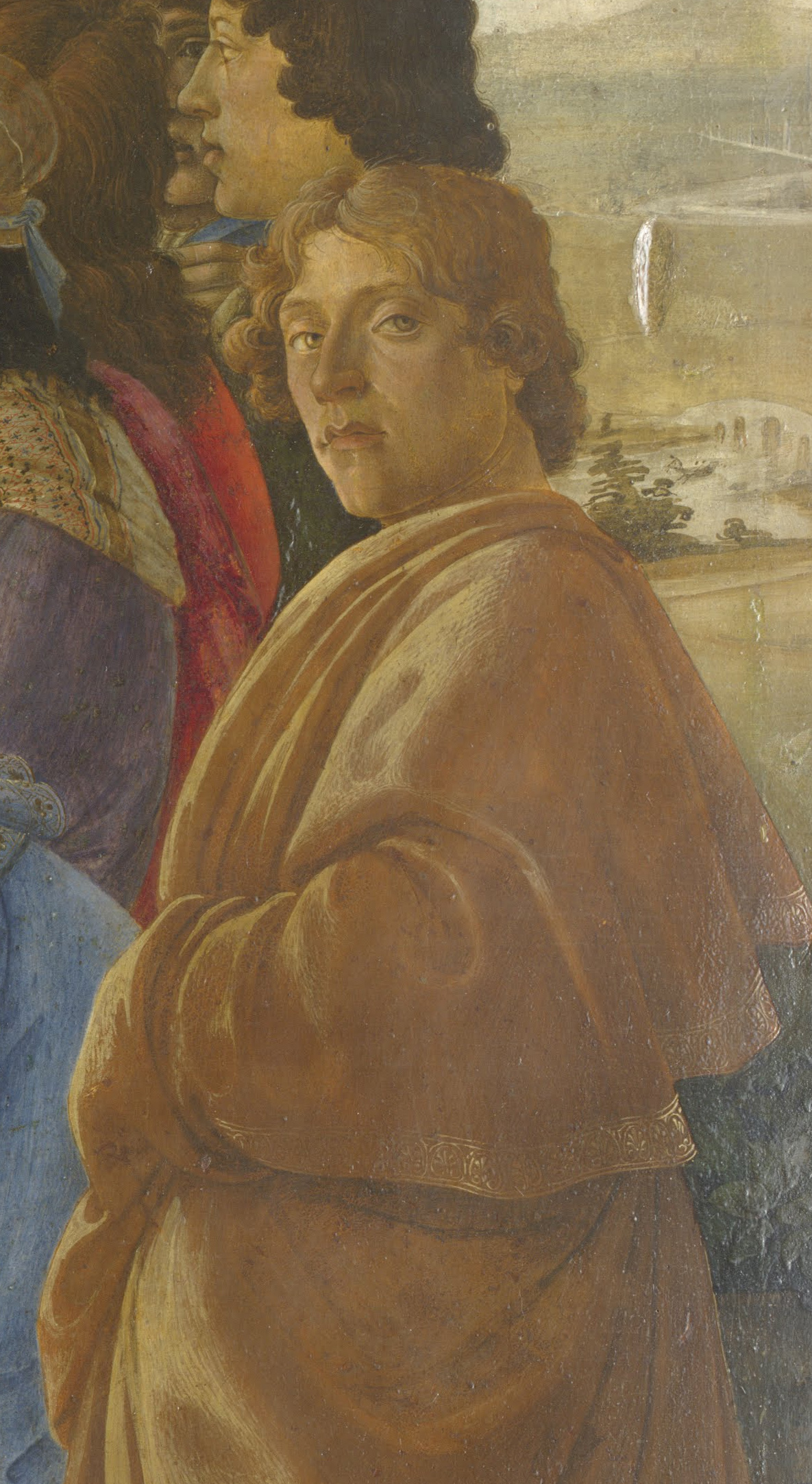
Vermutliches Selbstbildnis Botticellis

- 1. März: Sandro Botticelli, italienischer Maler († 1510)
- 16. März: Johann Geiler von Kaysersberg, deutscher Prediger und Schriftsteller († 1510)
- 4. April: Wiguleus Fröschl von Marzoll, Fürstbischof von Passau († 1517)
- 21. April: Pietro Riario, italienischer Kardinal († 1474)
- 3. Oktober: As-Suyūtī, arabischer Gelehrter († 1505)
- 31. Oktober: Hedwig von Sachsen, deutsche Adlige, Prinzessin von Sachsen, 26. Äbtissin von Quedlinburg († 1511)
- 21. November: Johann Pfotel, deutscher Rechtsgelehrter und Diplomat († 1511)
- 11. Dezember: Eberhard im Bart, deutscher Adliger, Herzog von Württemberg († 1496)

### Genaues Geburtsdatum unbekannt
- Johannes Adelphus, deutscher Arzt und Schriftsteller († nach 1522)
- Agnes III. von Anhalt, deutsche Adlige, Äbtissin von Gandersheim  († 1504)
- Albert de Brudzewo, polnischer Astronom und Mathematiker († 1497)
- Pero Vaz de Caminha, portugiesischer Autor († 1500)
- Juraj Dragišić, kroatischer Franziskaner, Bischof, Titularerzbischof, Theologe und Philosoph († 1520)
- Gabriele de’ Gabrielli, italienischer Kardinal († 1511)
- Meñli I. Giray, Khan des Krimkhanats  († 1515)
- Andreas Johannes Laskaris, griechischer Gelehrter, Forschungsreisender, Humanist († 1534)
- Philipp von Luxemburg, französischer Kardinal († 1519)
- Paul von Middelburg, niederländischer Gelehrter, Bischof von Fossombrone  († 1534)
- Philipp I., deutscher Adliger, Graf von Waldeck zu Waldeck († 1475)
- Jane Shore, englische Mätresse von König Eduard IV. († um 1527)

### Geboren um 1445
- Adam von Fulda, deutscher Komponist und Musiktheoretiker († 1505)
- Giuliano da Sangallo, italienischer Architekt und Bildhauer († 1516)
- Hans Haunold, schlesischer Großhändler und Politiker († 1506)
- Israhel van Meckenem der Jüngere, deutscher Kupferstecher († 1503)
- Peter Steiger , Schweizer Offizier in fremden Diensten und Politiker († 1499)
- James Stewart, schottischer Adliger, 1. Earl of Buchan († 1499)
- John Woodville, englischer Adliger († 1469)

## Gestorben

### Erstes Halbjahr
- 19. Januar: Antonio Correr, Kardinal der römisch-katholischen Kirche (* 1369)
- 18. Februar: Maria von Aragon, Königin von Kastilien und Leon (* 1396 oder 1403)
- 19. Februar: Eleonore von Aragonien, Regentin von Portugal (* 1402)
- 24. Februar: Nicolaus de Tudeschis, italienischer Theologe und Erzbischof von Palermo (* 1386)
- 23. März: Günther II. von Schwarzburg, Erzbischof von Magdeburg (* 1382)
- 13. April: Ludwig VIII, Herzog von Bayern-Ingolstadt (* 1403)
- 01. Mai: Friedrich von Domneck, kurpfälzischer Rat, Domdekan und von 1426 bis 1445 Fürstbischof von Worms (* 1385)
- 16. Mai: Nikolaus van Bueren, niederländisch-deutscher Dombaumeister am Kölner Dom (* um 1380)
- 18. Mai: William Ferrers, 5. Baron Ferrers of Groby, englischer Adeliger (* 1372)

### Zweites Halbjahr
- 15. Juli: Joan Beaufort, englische Adlige, Königin von Schottland (* 1406)
- 02. August: Oswald von Wolkenstein, Tiroler Dichter, Komponist und Diplomat von überregionaler Bedeutung (* um 1377)
- 11. August: Alberto Alberti, Erzbischof von Camerino
- 16. August: Margarethe von Schottland, schottische Prinzessin, Kronprinzessin von Frankreich (* 1424)
- 09. September: Albrecht II. von Hohenrechberg, Fürstbischof von Eichstätt (* um 1390)
- 29. September: Augustin, Weihbischof von Meißen
- 18. Oktober: Laudomia Piccolomini, italienische Adlige (* zwischen 1410 und 1415)

### Genaues Todesdatum unbekannt
- 12. März oder 13. September: Johann Jakob, Markgraf von Montferrat
- Erhart Griesser, österreichischer Kaufmann, Ratsherr in Wien
- Jetsün Sherab Sengge, Geistlicher der Gelug-Schule des tibetischen Buddhismus (* 1383)
- Ulug Mehmed, Khan der Goldenen Horde und Gründer des Khanats von Kasan (* vor 1419)
- William ap Thomas, walisischer Adeliger

### Gestorben um 1445
- Domenico di Bartolo, italienischer Maler (* um 1400)